# Jigme Singye Wangchuck
Jigme Singye Wangchuck (tiếng Dzongkha: འཇིགས་མེད་སེང་གེ་དབང་ཕྱུག་; sinh ngày 11 tháng 11 năm 1955) là Druk Gyalpo thứ 4 của Vương quốc Bhutan từ năm 1972 đến khi thoái vị vào năm 2006 để nhường ngôi con trai cả của ông là Jigme Khesar Namgyel. Ông được ghi nhận với nhiều cải cách nhằm hiện đại hóa đất nước. Trong nhiệm kỳ của mình, nhà vua đã ủng hộ việc sử dụng chỉ số Tổng hạnh phúc quốc gia (GNH) để đo lường sự hạnh phúc của người dân thay cho chỉ số Tổng sản phẩm nội địa (GDP).

## Thời thơ ấu
Nhà vua, khi ấy còn là vương tử Jigme Singye, được sinh vào ngày 11 tháng 11 năm 1955 tại cung điện Dechencholing, thành phố Thimphu, Bhutan. Cha ông là vua Jigme Dorji, mẹ là thái hậu Kesang Choden. Ngay sau khi ra đời, hai vị quan chức Ấn Độ và Tích Kim đã đến Bhutan để gửi lời chúc mừng đến nhà vua và hoàng hậu cũng như để bày tỏ lòng kính trọng của họ với vị vương tử trẻ. Năm 4 tuổi, vào khoảng năm 1959, Thái tử Jigme Singye lần đầu tiên nhận được những lời chúc tốt đẹp và sự kính trọng từ quần chúng, tăng ni và quan chức tại cung điện Tashichho Dzong.
Nhà vua được giáo dục trong cung Dechencholing từ năm 6 tuổi (1961), sau một thời gian ông theo học tại trường Thánh Giusê, thành phố Darjeeling, Ấn Độ. Năm 1964 ông học tại trường nam sinh nội trú Heatherdown, Anh Quốc và hoàn thành vào năm 1969. Trong giai đoạn tiếp theo ông tiếp tục được giáo dục tại cung điện Namselling trước khi nhập học tại Học viện Ugyen Wangchuck (thành lập năm 1970), thuộc Satsham Choten, thành phố Paro, Bhutan.

## Thái tử
Năm 1971, vua Jigme Dorji đã bổ nhiệm bổ nhiệm ông - khi đó đương là thái tử Bhutan - làm Chủ tịch Ủy ban Kế hoạch Quốc gia, chịu trách nhiệm lập và tổ chức thực hiện kế hoạch phát triển năm năm. Ngày 16 tháng 6 năm 1972, ông được phong tước Tổng đốc Trongsa, trở thành Tổng đốc Trongsa thứ 15 của Bhutan. Kế hoạch phát triển năm năm lần thứ ba - kéo dài từ năm 1972 đến năm 1977 - đã chứng kiến sự kiện đức vua Jigme Dorji băng hà. Năm ấy Thái tử Jigme Singye đăng quang khi mới 16 tuổi. Kế hoạch phát triển năm năm lần thứ tư diễn ra từ năm 1976 đến năm 1981. Trên cương vị là quốc vương Bhutan, Chủ tịch Ủy ban Kế hoạch quốc gia, nhà vua đã điều hành việc thực hiện kế hoạch từ cái nhìn bao quát và ngày càng chi tiết hơn.

### Lễ cưới hoàng gia
Lễ cưới hoàng gia của nhà vua được tổ chức công khai tại đền Dechog Lhakhang thuộc cung điện Punakha Dzong vào ngày 31 tháng 10 năm 1988.

## Các chuyến thăm cấp cao tới Bhutan
Có nhiều cuộc trao đổi thăm viếng ở mức cao nhất giữa Ấn Độ và Bhutan trong suốt 34 năm ông trị vì. Thủ tướng Ấn Độ Rajiv Gandhi đã viếng thăm Bhutan vào năm 1985. Narasimha Rao đã viếng thăm Bhutan vào năm 1993. Trong 34 năm trị vì, ông đến Delhi 17 lần. Mối quan hệ giữa Ấn Độ và Bhutan đã trở nên thân thiết và ấm áp dưới thời Wangchuck, và Ấn Độ vẫn là đối tác phát triển chính của Bhutan.
Mối quan hệ của Bhutan với Ấn Độ phần lớn được chính thức hoá với Hiệp ước hữu nghị năm 1949. Trong chuyến viếng thăm vào tháng 7 năm 2006, Wangchuck đã đề nghị Ấn Độ xem xét và viết lại bản hiệp định 57 năm để cập nhật nó cho bối cảnh hiện tại. Ngày 10 tháng 2 năm 2007, Hiệp ước Hữu nghị mới được ký giữa Jigme Khesar Namgyel Wangchuck và Bộ trưởng Ngoại giao Ấn Độ ông Pranab Mukerjee.
Trong thời trị vì của ông, Wangchuck đã tiếp đón nhiều chính khách nước ngoài cao cấp đến Bhutan bao gồm các Thủ tướng khác nhau của Ấn Độ; Chủ tịch PLO Yasser Arafat năm 1985; Thái tử Naruhito của Nhật Bản năm 1987; Công chúa Galyani Vadhana của Thái Lan; các Vua Birendra và Nữ hoàng Aishwarya của Nepal; Tổng thống Muhammad Ershad của Bangladesh vào năm 1988; Tổng Thư ký Liên hợp quốc Javier Pérez de Cuéllar vào năm 1989; ng  Maumoon Abdul Gayoom của Maldives; hoàng tử Vajiralongkorn của Thái Lan vào năm 1991; Tổng thống Ranasinghe Premadasa của Sri Lanka năm 1992; Thủ tướng Khaleda Zia của Bangladesh; Vua Carl XVI Gustaf và Nữ hoàng Silvia của Thụy Điển năm 1994; Bộ trưởng Ngoại giao Ấn Độ, IK Gujral năm 1996; Phó Thủ tướng Úc Tim Fischer và Hoàng tử, công chúa Akishino của Nhật Bản đã đến thăm Bhutan vào năm 1997; Thái tử Charles của xứ Wales và cựu Thủ tướng Nhật Bản, Toshiki Kaifu và Chủ tịch SAARC, Tổng thống Maumoon Abdul Gayoom của Maldives đến Bhutan vào năm 1998.